# Unwritten (Album)
Unwritten ist ein Jazzalbum der Formation Kaze um Satoko Fujii und Natsuki Tamura. Die am 14. Mai 2023 im Veranstaltungsort La Malterie in Lille entstandenen Aufnahmen erschienen am 8. Februar 2024 auf Circum-Libra Records.

## Hintergrund
Seit ihrem Debüt mit dem Album Rafale (2012) legte das Quartett Kaze bis dato (2024) sieben weitere Produktionen vor, darunter Sand Storm (2020) und Crustal Movement (2023) mit der Live-Elektronikerin Ikue Mori. Zu den regulären Mitgliedern gehören die beiden Trompeter Christian Pruvost und Natsuki Tamura, außerdem Peter Orins am Schlagzeug und Satoko Fujii am Piano.

## Titelliste
- Kaze: Unwritten (CIRCUM-LIBRA 207)[1]

1. Thirteen Years 36:50
2. We Waited 17:26
3. Evolving 8:30

Die Kompositionen stammen von Christian Pruvost, Natsuki Tamura, Peter Orins und Satoko Fujii.

## Rezeption
Nach Ansicht von Doug Collette, der das Album in All About Jazz rezensierte, macht für diejenigen, die das Spontane lieben, das befreiende Gefühl, das aus dem Zusammenspiel des Augenblicks entsteht, nichts weniger als süchtig. In dieser Hinsicht würde Kazes treffend betiteltes Werk [deutsch „ungeschrieben“], ein völlig spontan entstandenes Werk, eine große Faszination ausüben. Dieses Quartett stelle den Hörer gleich zu Beginn des Albums, mit dem 37-minütigen „Thirteen Years“, vor eine gewaltige Herausforderung. Obwohl Fujii nicht die Anführerin dieses demokratisch organisierten Bandprojekts ist, mache die Frau dennoch ihre Präsenz spürbar, wenn auch auf zurückhaltende Art und Weise. Peter Orins, Natsuki Tamura und Christian Pruvost würden in ähnlich zielstrebiger Abfolge auf ihren jeweiligen Instrumenten auftreten; die schließlich erfolgende Verbindung der vier sei vergleichbar mit dem Hören einer zeitlichen Abfolge täuschend zufälliger Motive, die sich instrumental zu Kohärenz kristallisieren.